# Flečkova vila
Flečkova vila je secesní rodinný dům, který si nechal v roce 1910 postavit v Hořicích tamější tajemník Eugen Fleček.

## Historie
Vilu nechal zbudovat v roce 1910 pro sebe a svoji manželku Gertrudu právník JUC. Eugen Fleček. S poptávkou na architektonický návrh oslovil bratry Václava a Františka Kavalírovy, stavbu samotnou pak provedl stavitel Otto Kudrnáč. Již po roce užívání byla vila prodána manželům Macákovým a poté ještě několikrát změnila majitele.
V roce 2016 je vila zmiňována jako čerstvě zrenovovaná a obydlená soukromým vlastníkem.
Při zvláštních příležitostech (např. Den architektury 2016) jsou některé interiéry vily zpřístupněny veřejnosti.

## Architektura
Dům je postaven ve stylu přírodou inspirované secese a lze v něm najít mnoho přírodních motivů: půdorys kopírující ostrý úhel rohové parcely připomíná rozevřená křídla motýla, střešní tašky hřebenáče na arkýři zimní zahrady evokují pavučinu, na domě se v různých variantách opakuje tvar kávového zrna (např. na dřevěném schodišťovém zábradlí) a barevné vitráže zobrazují ptáky.

## Galerie

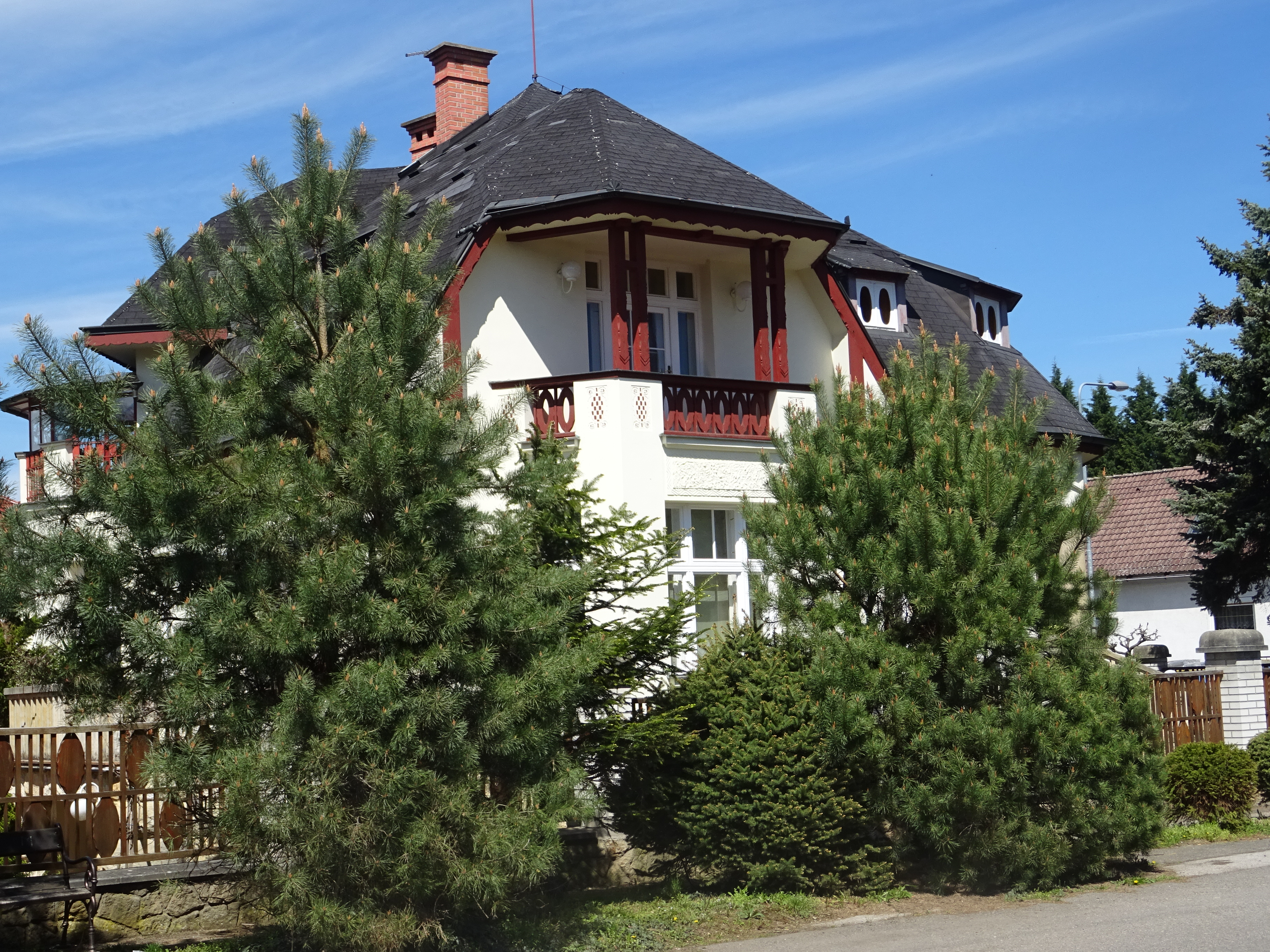
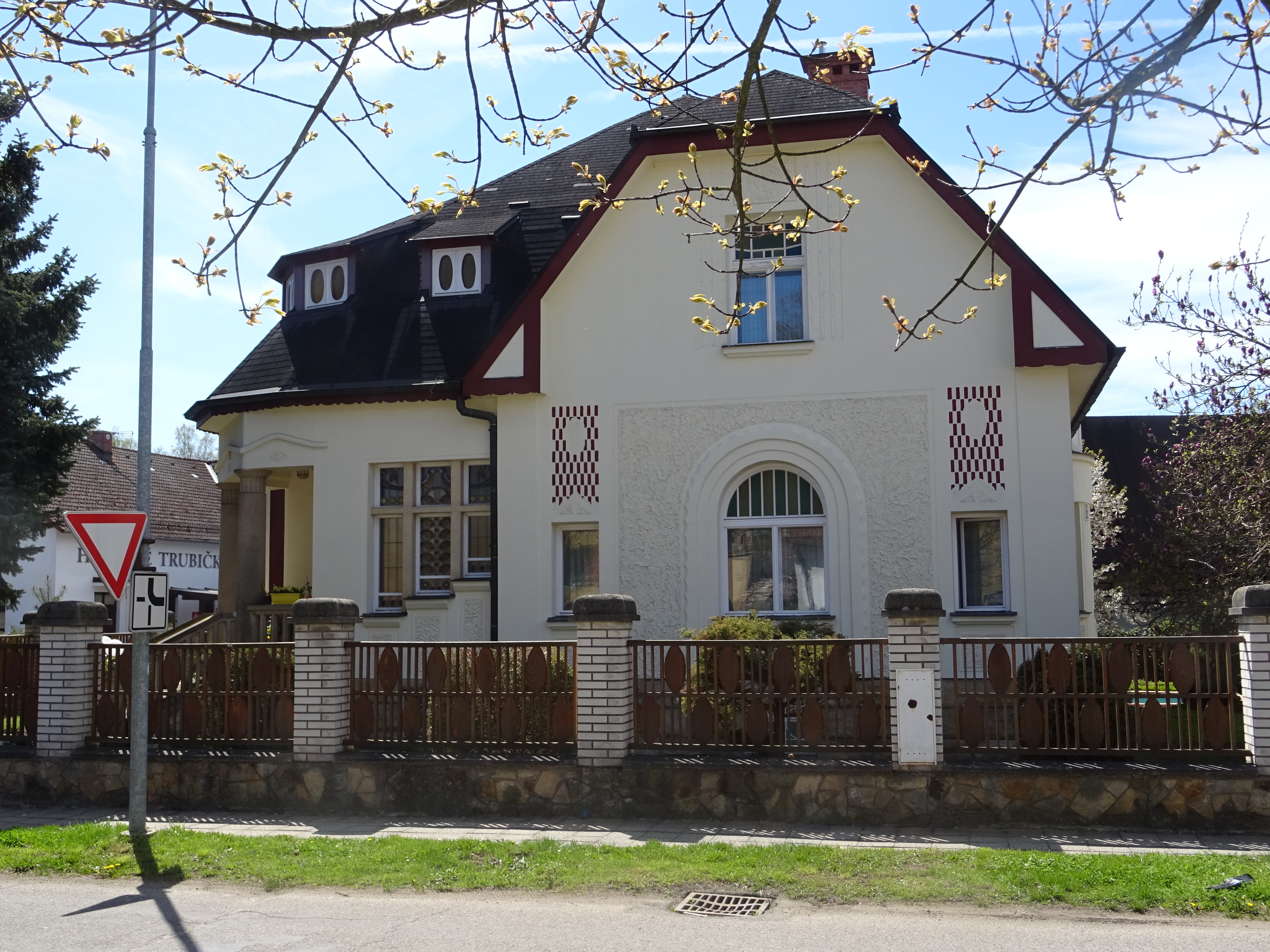